# Live at Bill Graham's Fillmore West
Albums de Mike Bloomfield
Fillmore East: The Lost Concert Tapes 12/13/68
(1968) My Labors
(1969)
Live at Bill Graham's Fillmore West est un album enregistré en public le 30 janvier et le 2 février 1969 au Fillmore West par Mike Bloomfield et Nick Gravenites.

## Musiciens
- Mike Bloomfield : Guitare
- Nick Gravenites : Voix
- Mark Naftalin : Piano
- Ira Kamin : Orgue
- John Kahn : Basse
- Bob Jones : Batterie, voix
- Dino Andino & Noel Jewkis : Saxophone ténor
- Gerald Hoshita & Snooky Flowers : Saxophone baryton
- John Wilmeth : Trompette
- Taj Mahal : Voix
- Jesse Ed Davis : Guitare

## Titres

### Face A
1. It Takes Time 4:15 (Otis Rush/Willie Dixon)
2. Oh Mama 3:15 (Mike Bloomfield)
3. Love Got Me 2:35 (Arthur Conley)
4. Blues on a Westside 15:30 (Nick Gravenites)

### Face B
1. One More Mile to Go 10:55 (Joseph Cotton)
2. It's about Time 7:00 (Nick Gravenites)
3. Carmelita Skiffle 5:15 (M. Bloomfield/N. Gravenites/B. T. Jones/M. Naftalin)